# ヨーロッパ戦線
『ヨーロッパ戦線』（ヨーロッパせんせん）は、1991年12月21日に日本の光栄から発売されたPC-8801/SR用戦略シミュレーションゲーム。
同社の『提督の決断』（1989年）に続く、第二次世界大戦を題材にした「WWIIゲームシリーズ」の第2作。第二次世界大戦におけるヨーロッパ戦線を題材としており、全体を通したシナリオは存在せず、マップ単位でシナリオを攻略していくターン制ストラテジーとなっている。
開発は光栄が行い、プロデューサーはシブサワ・コウ、音楽は日本テレビ系テレビアニメ『ルパン三世』（1977年 - 1980年）などを手掛けた作曲家の大野雄二が担当している。
PC-9801版の発売後、様々な日本国産パソコン各機種に移植された他、スーパーファミコンおよびメガドライブなどの家庭用ゲーム機に移植された。1994年には北米にて『Operation Europe: Path to Victory』のタイトルでスーパーファミコンおよびメガドライブ、PC/AT互換機用ソフトとして発売された。PC-98版を復刻収録した『コーエー25周年記念パック Vol.2』も発売され、後に『コーエー定番シリーズ』で単品発売もされている。

## ゲーム内容
第二次世界大戦のヨーロッパ戦線を題材にした作品である。『提督の決断』とは異なり、シナリオ・クリア式戦術シミュレーションゲーム、すなわち全体シナリオがなく、『大戦略シリーズ』のようなマップを一つ一つクリアしていくタイプのゲームとなっている。マップ単独でのプレイも可能で、当時の光栄シミュレーションゲームとは一線を画していた。部隊の移動、指示はセミ・オートで、隊に配属された将軍の能力が部隊の能力に影響を与える。プレイヤーは「枢軸軍」か「連合軍」を担当し、シナリオをクリアしていく。初期のシナリオは枢軸軍有利、後期のシナリオは連合軍有利に設定されている。操れるのは陸軍で、空軍の援護は「要請」コマンドによる。
同社の『信長の野望シリーズ』と同様に、各将軍の能力値決定方法がルーレット形式になっている。登場人物は総勢94名（「サンダース」のようにテレビドラマ『コンバット!』などから取られたと思われる架空の人物も含む。将軍解説にも架空の人物と表示される）プラス最高司令官（ヒトラー、アイゼンハワー、スターリン）、作戦参謀（ハルダー、スミス、ワシレフスキー。そのシナリオの目的を説明する）、空軍司令官(ゲーリング、ホーカー、ツポレフ)と特殊部隊司令官(マクドナルド(西側連合軍)、ケンタスキー(ソ連軍)、ハーゲンダッツ(枢軸軍)。3人とも架空の人物)で106人となる。将軍はシナリオごとに登場担当が決まっており、例えば「北アフリカ戦」でルントシュッテットが登場することはない。
なお、部隊生産などの概念もなく、上層部に補充・補給・増援の要請を行うほか、キャンペーンシナリオ間の自動補給などで兵器を増やしていく形となっている。

## シナリオ
シナリオは「フランス侵攻戦」から「ベルリン攻防戦」までの6本となっている。登場兵器は戦車、野砲を中心に約130種と第2次欧州戦ゲームとしては少なめで、実戦配備されなかった「E-100」や「マウス」等は登場しない。
シナリオ1 「フランス侵攻戦」    シナリオ開始日時：1940年5月10日0時
1940年5月のドイツ軍による、フランス侵攻「黄色作戦」をシミュレートしたシナリオ。
アルデンヌに侵入した枢軸軍は、セダンからサンミシェルを経てフランス北部へ向けて侵攻する状況下にあり、一方、連合軍はその阻止を図る。枢軸軍の場合、セダンおよびサンミシェルまたはレーテルの占領が目標となり、連合軍はこの阻止が目標となる。連合軍側は戦車が不足するなどしており、非常に過酷なシナリオとなっている。
シナリオ2 「北アフリカ戦」    シナリオ開始日時：1942年5月26日0時
エルヴィン・ロンメル率いるドイツアフリカ軍団によるトブルク攻略作戦、いわゆるガザラの戦いを舞台としたシナリオ。
他のシナリオと比較して、広大なマップで戦われる上に、砂漠の中には史実に近いかたちで連合軍による地雷原が構築されており、その活用、または突破がカギとなる。双方とも、戦力としてはほぼ互角の状態で戦われる。枢軸軍の目標はトブルクの占領、またはシティ・レザーグとベルハメドの占領。連合軍はその阻止が目標となる。
シナリオ3 「クルスク機甲戦」    シナリオ開始日時：1943年7月5日0時
クルスクの戦いの諸状況のうち、エーリッヒ・フォン・マンシュタイン元帥が指揮する南方戦区が舞台となるシナリオ。
枢軸軍はベルゴロドおよびオボヤン、またはプロホロフカの占領をめざす。連合軍はこの阻止を図らなければならない。なお、このシナリオでは、枢軸軍にはパルチザンによる突発的な襲撃が発生する。
シナリオ4 「ノルマンディーの戦い」    シナリオ開始日時：1944年6月6日0時
かの「ノルマンディー上陸作戦」が舞台となるシナリオ。
史実どおり、サン＝ロー、カーン、バイユー周辺をめぐる攻防が中心となる。枢軸軍、連合軍ともに師団の半数は増援となっており、シナリオ開始から数日後に参戦する。なお作戦遂行中、稀に枢軸国側は艦砲射撃やレジスタンスによる損害を受けることがある。
シナリオ5 「バルジの戦い」    シナリオ開始日時：1944年12月16日0時
西部戦線におけるドイツ軍最後の大規模攻勢となった「秋の霜作戦」が舞台となるシナリオ。
枢軸軍はバストーニュの占領、連合軍はその阻止が目標となる。本シナリオは、ゲームで唯一、雪上での戦いとなる。雪上では、平地であっても進撃スピードが鈍る。枢軸軍は、本シナリオでもレジスタンスの襲撃に遭うことがある。
シナリオ6 「ベルリン攻防戦」    シナリオ開始日時：1945年4月16日0時
舞台は再び東部戦線に移り、本シナリオではオーデル川をめぐる独ソの激戦がシミュレートされる。
枢軸軍は、初めて都市（フランクフルトまたはストラスブルグの防衛が勝利条件となり、戦力、物資とも不利な状況となっている。連合軍は両都市の占領が目標である。

## 移植版
| No. | タイトル                                         | 発売日                     | 対応機種                        | 開発元   | 発売元   | メディア                                                           | 型式                                        | 備考            | Ref.                        |
| --- | ------------------------------------------------ | -------------------------- | ------------------------------- | -------- | -------- | ------------------------------------------------------------------ | ------------------------------------------- | --------------- | --------------------------- |
| 1   | ヨーロッパ戦線                                   | 1992年4月2日               | MSX2                            | 光栄     | 光栄     | フロッピーディスク ロムカセット                                    | KN10221040 KN10221050                       |                 |                             |
| 2   | ヨーロッパ戦線                                   | 1992年4月4日               | PC-9801                         | 光栄     | 光栄     | 3.5インチフロッピーディスク 5インチフロッピーディスク              | KN10221020                                  |                 |                             |
| 3   | ヨーロッパ戦線                                   | 1992年7月1日               | FM TOWNS                        | 光栄     | 光栄     | フロッピーディスク                                                 | KN10221070                                  |                 |                             |
| 4   | ヨーロッパ戦線                                   | 1992年7月11日              | X68000                          | 光栄     | 光栄     | 5インチフロッピーディスク                                          | KN10221060                                  |                 |                             |
| 5   | ヨーロッパ戦線 Operation Europe: Path to Victory | 1993年1月16日 1994年6月7日 | スーパーファミコン メガドライブ | 光栄     | 光栄     | SFC:12メガビット+256キロRAMロムカセット MD:8メガビットロムカセット | SFC: SHVC-YP SNS-YP-USA MD: T-76113 T-76096 |                 |                             |
| 6   | Operation Europe: Path to Victory                | 1994年                     | PC/AT互換機                     | 光栄     | 光栄     | フロッピーディスク                                                 | -                                           |                 |                             |
| 7   | コーエー25周年記念パック Vol.2                   | 2003年8月22日              | Windows 95 - XP                 | コーエー | コーエー | CD-ROM                                                             | KOEI-18671                                  | PC-9801版の移植 | [ 10 ] [ 11 ] [ 12 ] [ 13 ] |
| 8   | コーエー定番シリーズ ヨーロッパ戦線              | 2005年7月22日              | Windows 95 - XP                 | コーエー | コーエー | CD-ROM                                                             | -                                           | PC-9801版の移植 | [ 14 ] [ 15 ]               |

## 音楽
サウンドトラックが1991年にCDで発売されている。曲名は以下のとおり。
1. オープニング  ヨーロッパの風
2. フランス電撃戦
3. ハード・アタック
4. 北アフリカ戦線
5. ロマンス
6. エア・コマンダー
7. 独ソ機甲戦
8. ノルマンディ上陸作戦
9. ディフェンシヴ・バトル
10. バルジの戦い
11. オーヴァー
12. ベルリンの戦い
13. エンディング  ファイナル・ヴィクトリー

なお、作曲・編曲は『ルパン三世』やジャズ系の音楽シーンで知られる大野雄二が担当している。
また、1993年にCDで発売された『光栄オリジナルBGM集Vol.9  ヨーロッパ戦線／スーパー蒼き狼と白き牝鹿・元朝秘史』には、スーパーファミコン版の音源が収録されている。作曲・編曲は同じく大野雄二（20曲目のみ光栄サウンドウェア部）。曲名は以下のとおり。
1. オープニング
2. 上層部からの命令
3. フランス電撃戦
4. 北アフリカ戦線
5. 戦闘・攻撃
6. 敵空軍の攻撃
7. 戦闘・敗北
8. シナリオ敗北
9. 独ソ機甲戦
10. ノルマンディ上陸作戦
11. 戦闘・防御
12. 味方空軍の攻撃
13. 戦闘・勝利
14. 自軍将軍の死
15. 戦場のロマンス
16. 援軍
17. バルジの戦い
18. ベルリン攻防戦
19. シナリオ勝利
20. プレ勝利エンディング（作曲：光栄サウンドウェア部）
21. エンディング

## 評価
スーパーファミコン版
ゲーム誌『ファミコン通信』の「クロスレビュー」では、6・5・5・4の合計20点（満40点）、『ファミリーコンピュータMagazine』の読者投票による「ゲーム通信簿」での評価は以下の通り、19.07点（満30点）となっている。この得点はスーパーファミコン全ソフトの中で246位（323本中、1993年時点）となっている。
| 項目 | キャラクタ | 音楽 | 操作性 | 熱中度 | お買得度 | オリジナリティ | 総合  |
| 得点 | 3.22       | 3.12 | 3.21   | 3.46   | 3.09     | 3.35           | 19.45 |
メガドライブ版
ゲーム誌『ファミコン通信』の「クロスレビュー」では、7・5・5・4の合計21点（満40点）、『メガドライブFAN』の読者投票による「ゲーム通信簿」での評価は以下の通り、18.9点（満30点）となっている。
| 項目 | キャラクタ | 音楽 | お買得度 | 操作性 | 熱中度 | オリジナリティ | 総合 |
| 得点 | 3.1        | 3.2  | 2.9      | 3.2    | 3.2    | 3.3            | 18.9 |